# Victoria Gres
Victoria Gres   (Baikonur, 22 de febrer de 1964) és una dissenyadora de moda i vestuari ucraïnesa. Juntament amb altres dissenyadors és considerada pionera en la moda ucraïnesa després que Ucraïna va aconseguir la independència com a país.
Gres va començar la seva carrera en el disseny de moda al voltant de 1996. Les seves col·leccions han estat presentades a Ucraïna, Rússia i els Estats Units. Els seus dissenys apareixen regularment durant la Setmana de la Moda d'Ucraïna.
Les desfilades de Gres sovint s'inspiren en pel·lícules o obres literàries i musicals. El 2014, va fer un desfilada a la Setmana de la Moda d'Ucraïna per protestar contra la guerra. El 2019, durant el 26è aniversari de la marca Victoria Gres, va organitzar una desfilada de moda inspirada en contes de fades.
El 2008, Gres va ser la dissenyadora de vestuari de la gira Rock Witchu de Janet Jackson. El 2014, va dissenyar el vestit d'inauguració de la primera dama d'Ucraïna Maryna Poroshenko. La peça era un vestit d'abric de seda color lavanda amb brodats ucraïnesos a la vora i les mànigues. Es va portar durant la primera part del dia, durant la cerimònia de jurament del president d'Ucraïna Petro Poroshenko a la Rada Suprema i a la catedral de Santa Sofia, Kíev.